# Sendezentrum Radio Bremen
Das Sendezentrum Radio Bremen als Haus Diepenau in Bremen-Mitte, Stephaniviertel im Ortsteil Altstadt, Diepenau 10/Am Geeren/Großenstraße, gehört zu den bedeutenden Bremer Bauwerken.

## Geschichte
Das fünfgeschossige Sendezentrum wurde 2007/08 für Radio Bremen und der Stephani-Haus Grundstücksentwicklungsgesellschaft nach Plänen der Architekten Böge Lindner Architekten aus Hamburg gebaut. Es steht in einem städtebaulich sensiblem Quartier in Nachbarschaft zur historischen Stephanikirche und dem Haus der Architektenkammer (Am Geeren 41). Eine allseitige Glasfassade und eine Auskragung der oberen Geschosse über dem Eingangsbereich prägen die Gestaltung des Gebäudes.
Architekten und Bauwerk wurden 2010 mit dem BDA-Preis Bremen ausgezeichnet.
Die Jury zum BDA-Wettbewerb in Bremen schrieb dazu: „Die Vorgabe des Wettbewerbs, wonach der historische Stadtgrundriss beim Neubau des Quartiers zu respektieren sei, wird von der Jury ausdrücklich begrüßt. Durch diese Maßnahme wird das Ensemble aus 3 Blöcken / Gebäuden auf prägnante Weise gegliedert....Die Glasfassade ist bemerkenswert „tief“ und „vielschichtig“. Es ergeben sich insbesondere dort interessante Spiegelungen und Brechungen, wo der Baukörper auf der Rückseite auf historische Bausubstanz trifft.“

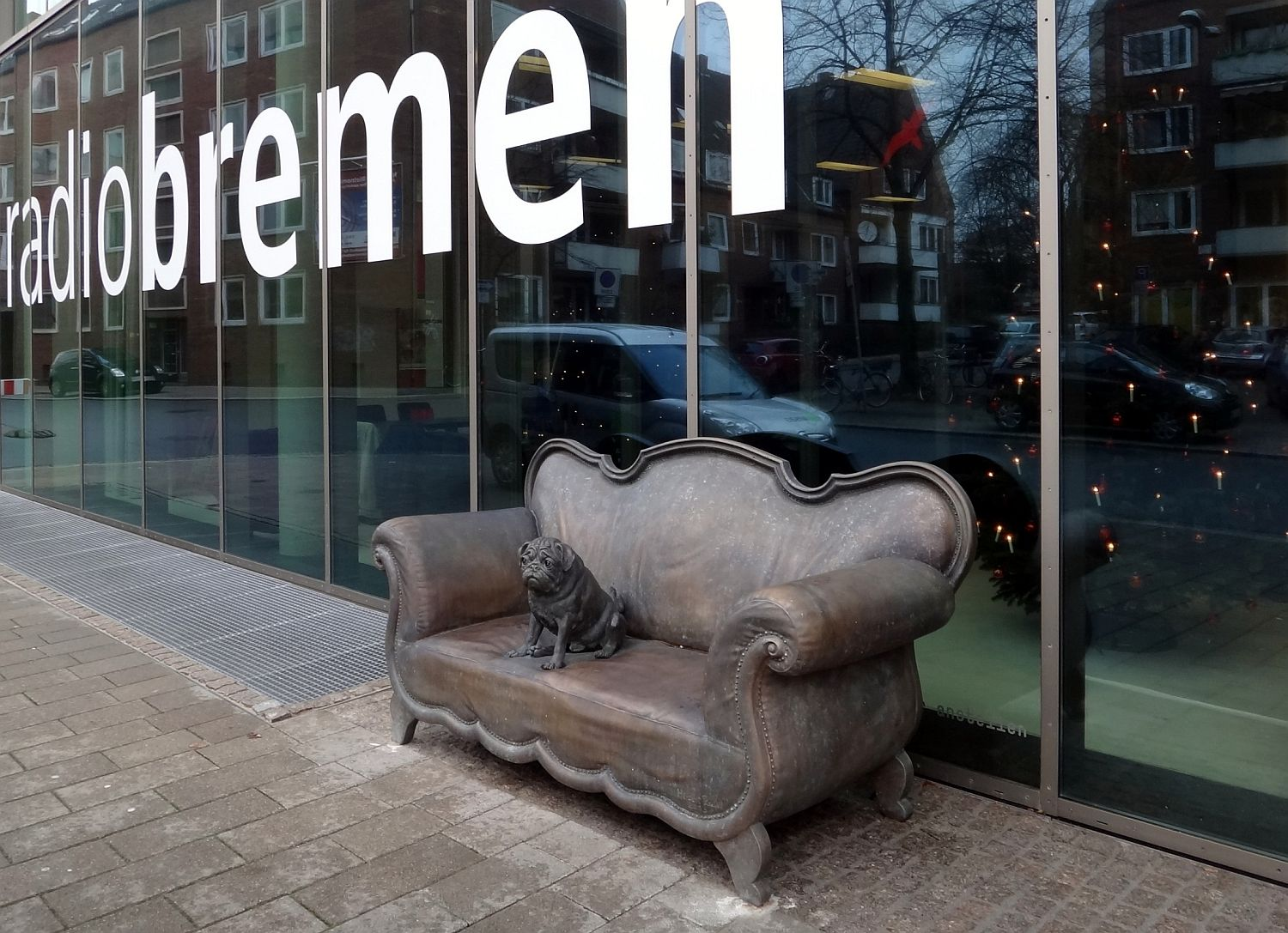
Loriot-Sofa aus Bronze

Das Sofa aus der von Radio Bremen produzierten Fernsehserie Loriot steht seit 2011 im Foyer des Senders. Eine bronzene Replik des Loriot-Sofas mit Bronzemops vom Künstler Herbert Rauer aus Osnabrück wurde 2013 vor dem Eingang enthüllt.
In dem Gebäude sind die zentralen Verwaltungs- und Sendebereiche von Radio Bremen untergebracht. Übergänge aus Stahl und Glas verbinden in zwei oberen Ebenen das zentrale Gebäude mit den beiden Nachbarhäusern. Die Bremedia Produktion befindet sich im Nachbargebäude Großenstraße 2.